# Årsunda-Österfärnebo församling
Årsunda-Österfärnebo församling är en församling i Gästriklands kontrakt i Uppsala stift. Församlingen ingår i Sandvikens pastorat och ligger i Sandvikens kommun i Gävleborgs län.

## Administrativ historik
Församlingen bildades 2010 av Österfärnebo och Årsunda församlingar som sedan 1994 bildat ett gemensamt pastorat. Från 2014 ingrår församlingen i Sandvikens pastorat.

## Kyrkor
- Årsunda kyrka
- Österfärnebo kyrka